# Constantin Schmid
Pour les articles homonymes, voir Schmid.
Constantin Schmid, né le 27 novembre 1999, est un sauteur à ski allemand.

## Biographie
Licencié au club d'Oberaudorf, Schmid prend part à la Coupe des Alpes pour sa première compétition internationale en 2015.
Il fait ses débuts en Coupe du monde à l'occasion de la Tournée des quatre tremplins le 30 décembre 2016 à Oberstdorf.
Aux Championnats du monde junior 2017, il est médaillé de bronze en individuel. Il réalise sa première performance importante dans l'élite en décembre 2017, lorsqu'il termine huitième à Titisee-Neustadt. Aux Championnats du monde junior 2018, il gagne la médaille d'argent en individuel derrière Marius Lindvik et celle d'or au concours par équipes.
En 2019, il remporte son deuxième titre de champion du monde junior par équipes, avant d'obtenir deux podiums par équipes dans la Coupe du monde à Vikersund et Planica. En février 2020, il monte sur son premier podium individuel dans la Coupe du monde à Rasnov, terminant troisième du deuxième concours, avec un record du tremplin à la clé (103 m). Il finit seizième du classement général cet hiver, soit un bond de plus de vingt places.
Aux Championnats du monde de vol à ski 2020, il remporte la médaille d'argent par équipes, en compagnie de Pius Paschke, Markus Eisenbichler et Karl Geiger.

## Palmarès

### Jeux olympiques
| Épreuve / Édition | Individuel     | Individuel     | Par équipes Grand tremplin          | Par équipes mixte Petit tremplin |
| Épreuve / Édition | Petit tremplin | Grand tremplin | Par équipes Grand tremplin          | Par équipes mixte Petit tremplin |
| JO 2022 Pékin     | 11e            | 14e            | Médaille de bronze, Jeux olympiques | -                                |

Légende :
- : première place, médaille d'or
- : deuxième place, médaille d'argent
- : troisième place, médaille de bronze
- — : Constantin Schmid n'a pas participé à cette épreuve

### Championnats du monde
| Épreuve / Édition | Oberstdorf 2021 |
| Petit tremplin    | 23e             |
| Grand tremplin    | -               |
| Par équipes       | -               |

### Championnats du monde de vol à ski
| Épreuve / Édition | Planica 2020 | Vikersund 2022 |
| Individuel        | 14e          | 17e            |
| Par équipes       | Argent       | -              |

### Coupe du monde
- Meilleur classement général : 16e en 2020.
- 1 podium en individuel : 1 troisième place.
- 7 podiums par équipes dont 3 victoires.
- 2 podium par équipes mixte : 1 deuxième place et 1 troisième place.

#### Classements généraux annuels
| Année     | Rang |
| 2017-2018 | 33e  |
| 2018-2019 | 38e  |
| 2019-2020 | 16e  |
| 2020-2021 | 30e  |
| 2021-2022 | 23e  |
| 2022-2023 | 23e  |

### Championnats du monde junior
- Soldier Hollow 2017 :
  -  Médaille d'argent par équipes masculines et aussi par équipes mixtes.
  -  Médaille de bronze en individuel.
- Kandersteg 2018 :
  -  Médaille d'or par équipes masculines.
  -  Médaille d'argent en individuel et par équipes mixtes.
- Lahti 2019 :
  -  Médaille d'or par équipes masculines.
  -  Médaille de bronze par équipes mixtes.

### Coupe continentale
- 7 podiums, dont 1 victoire.